# 伊戈 (加利福尼亞州)
伊戈（英語：Igo）是位於美國加利福尼亞州沙斯塔縣的一個非建制地區。該地的面積和人口皆未知。

## 地理
伊戈的座標為40°30′20″N 122°32′30″W / 40.50556°N 122.54167°W，而該地的平均海拔高度為332米（即1089英尺）。